# Lista de bandeiras dos estados e territórios dos Estados Unidos

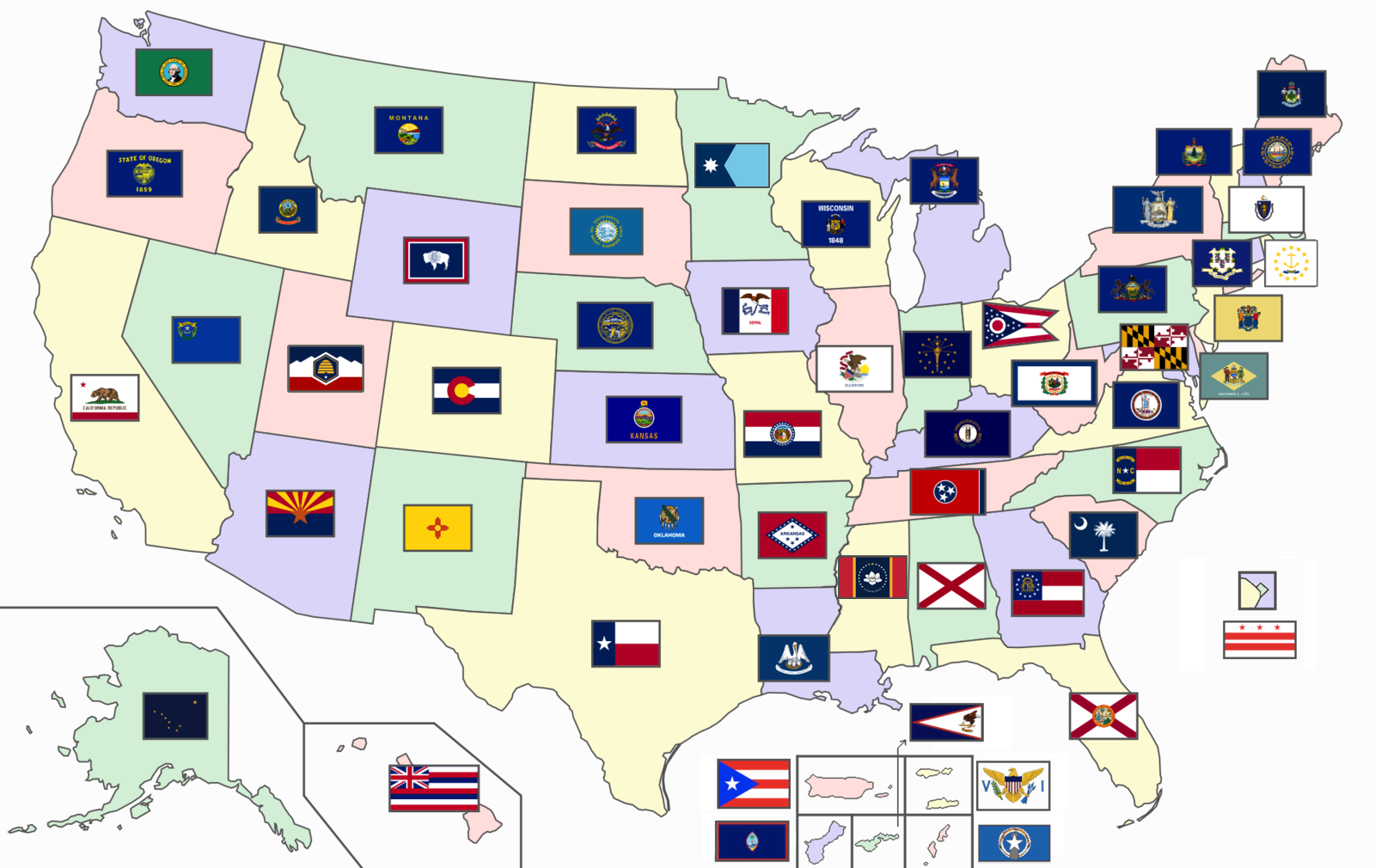
Mapa mostrando as bandeiras dos cinquenta estados dos Estados Unidos, seus cinco territórios e o distrito da capital, Washington, D.C

As bandeiras dos estados e territórios dos Estados Unidos e do Distrito de Columbia (Washington, D.C.) exibem uma variedade de influências regionais e histórias locais, bem como diferentes estilos e princípios de design. As bandeiras modernas dos Estados Unidos datam da virada do século XX, quando os estados consideraram símbolos distintivos para a Exposição Universal de 1893 em Chicago, Illinois. A maioria das bandeiras dos Estados Unidos foi projetada e adotada entre 1893 e a Primeira Guerra Mundial.
A bandeira do estado adotada mais recentemente é a de Utah, adotada em 9 de março de 2023 (embora não seja usada até 9 de março de 2024); enquanto a bandeira territorial adotada mais recentemente é a das Ilhas Marianas Setentrionais, adotada em 1.º de julho de 1985. A bandeira do Distrito de Columbia foi adotada em 1938. A legislação recente em Massachusetts (2021) iniciou o processo de redesenho de sua bandeira estadual.
Apesar de uma variedade de designs, a maioria das bandeiras dos estados compartilha o mesmo padrão de design que consiste no selo de estado sobreposto a um fundo monocromático, geralmente um tom de azul, que continua sendo uma fonte de críticas dos vexilologistas. De acordo com uma pesquisa de 2001 da Associação Vexilológica da América do Norte, o Novo México tem a bandeira mais bem projetada de qualquer estado dos Estados Unidos, território americano ou província canadense, enquanto a bandeira do estado da Geórgia foi classificada como a pior (a última das quais foi alterada desde o pesquisa foi realizada).

## Bandeiras estaduais atuais
As datas entre parênteses indicam quando a bandeira atual foi adotada pela legislatura do estado.
- Bandeira do Alabama
(16 de fevereiro de 1895)[3]
- Bandeira do Alaska
 (6 de julho de 1927)
- Bandeira do Arizona
 (25 de janeiro de 1917)
- Bandeira do Arkansas
 (16 de março de 1924)
- Bandeira da Califórnia
 (3 de fevereiro de 1911)
- Bandeira do Colorado
 (31 de março de 1964)
- Bandeira de Connecticut
 (9 de setembro de 1897)
- Bandeira de Delaware
 (24 de julho de 1913)
- Bandeira da Flórida
(21 de maio de 1985)
- Bandeira da Geórgia
 (19 de fevereiro de 2003)
- Bandeira do Havaí
 (29 de dezembro de 1845)
- Bandeira de Idaho
 (2 de novembro de 1957)
- Bandeira do Illinois
 (27 de junho de 1969)
- Bandeira de Indiana
 (31 de maio de 1917)
- Bandeira de Iowa
 (12 de março de 1921; 2018)
- Bandeira de Kansas
 (22 de setembro de 1961)
- Bandeira de Kentucky
 (26 de março de 1918)
- Bandeira de Louisiana
 (22 de novembro de 2010)[4]
- Bandeira do Maine
 (16 de junho de 1909)
- Bandeira de Maryland
 (25 de novembro de 1904)
- Bandeira de Massachusetts
 (21 de março de 1971)
- Bandeira do Michigan
 (26 de junho de 1911)
- Bandeira de Minnesota
 (2 de agosto de 1983)
- Bandeira do Mississippi
 (11 de Janeiro de 2021)
- Bandeira do Missouri
 (4 de setembro de 1913)
- Bandeira de Montana
 (1 de julho de 1981)
- Bandeira de Nebraska
 (16 de julho de 1963)
- Bandeira de Nevada
 (25 de julho de 1991)
- Bandeira de New Hampshire
 (30 de novembro de 1931)
- Bandeira de Nova Jérsia
 (15 de janeiro de 1896)
- Bandeira do Novo México
 (18 de setembro de 1920)
- Bandeira de Nova Iorque
 (1 de abril de 1901)
- Bandeira da Carolina do Norte
 (24 de junho de 1991)[5]
- Bandeira da Dakota do Norte
 (9 de novembro de 1943)
- Bandeira de Ohio
 (9 de maio de 1902)
- Bandeira de Oklahoma
 (2 de abril de 1925; formalmente em 1 de novembro de 2006)[6][7]
- Bandeira do Oregon (anverso)
 (15 de abril de 1925)[8]
- Bandeira do Oregon (reverso)
- Bandeira da Pensilvânia
 (24 de abril de 1907)
- Bandeira de Rhode Island
 (27 de julho de 1640, formalmente 1 de novembro de 1897)
- Bandeira da Carolina do Sul
 (28 de setembro de 1861)
- Bandeira da Dakota do Sul
 (9 de novembro de 1992)
- Bandeira do Tennessee
 (3 de fevereiro de 1905)
- Bandeira do Texas
 (25 de janeiro de 1839)
- Bandeira de Utah
 (16 de fevereiro de 2011)[9][10][11][12]
- Bandeira de Vermont
 (17 de abril de 1923)
- Bandeira da Virgínia
 (1 de fevereiro de 1950)[13]
- Bandeira de Washington[14]
 (5 de março de 1923)
- Bandeira da Virgínia Ocidental
 (6 de novembro de 1929)
- Bandeira de Wisconsin
 (1 de maio de 1981)[15]
- Bandeira do Wyoming
 (4 de março de 1917)

## Bandeira atual do distrito federal
Esta é a bandeira atual de Washington, D.C..
- Bandeira do Distrito de Columbia
 (distrito federal)
(15 de outubro de 1938)

## Bandeiras do território atual
Estas são as bandeiras oficiais atuais dos territórios dos Estados Unidos permanentemente habitados. As datas entre parênteses indicam quando a bandeira atual do território foi adotada por seu respectivo órgão político.
- Bandeira da Samoa Americana
(território)
(17 de abril de 1960)
- Bandeira de Guam
(território)
(9 de fevereiro de 1948)
- Bandeira das Marianas Setentrionais
 (território com status de comunidade)[a]
(1 de julho de 1985)
- Bandeira de Puerto Rico
 (território com status de comunidade)
(1995 [original de 24 de julho de 1952])
- Bandeira das Ilhas Virgens Americanas
 (território)
(17 de maio de 1921)

## Bandeiras do estado atual
Maine e Massachusetts têm bandeiras para uso marítimo.
- Bandeira naval e marítima de Massachusetts
(1971)
- Bandeira mercantil e marítima do Maine
(1939)

## Bandeiras históricas de estado e território

### Bandeiras estaduais anteriores
- Bandeira do Arkansas
(26 de fevereiro de 1913 —1923)
- Bandeira do Arkansas
(1923–24)
- Bandeira do Arkansas
(1924–2011)
- Bandeira do Colorado
(1907 — 4 de dezembro de 1911)
- Bandeira do Colorado
(4 de dezembro de 1911 — 31 de março de 1964)
- Bandeira da Flórida
(setembro de 1868 — novembro de 1900)[16]
- Bandeira da Flórida
(novembro de 1900 — maio de 1985)[16]
- Bandeira da Geórgia
(não-oficial, antes de 1879)
- Bandeira da Geórgia
(1906 — 1920)
- Bandeira da Geórgia
(1920 — 1956)
- Bandeira da Geórgia
(1956 — 2001)
- Bandeira da Geórgia
(2001 — 2003)
- Bandeira de Illinois
(1915–1969)
- Bandeira de Iowa
(1921–2018)
- Bandeira de Kansas
(1927 — 24 de setembro de 1961)
- Bandeira de Kentucky
(26 de março de 1918 — 1963)
- Bandeira de Louisiana
(janeiro de 1861, não-oficial)
- Bandeira de Louisiana
(fevereiro de 1861 — 1912)[17]
- Bandeira de Louisiana
(1912 — 7 de maio de 2006)
- Bandeira de Louisiana
(7 de maio de 2006 — 22 de novembro de 2010)
- Bandeira de Massachusetts
(antes de 1971, reverso)
- Bandeira do Maine de 1901
(1901–1909)
- Bandeira de Minnesota
(janeiro — 28 de fevereiro de 1893)
- Bandeira de Minnesota (anverso)
(28 de fevereiro de 1893 — agosto de 1957)
- Bandeira de Minnesota (reverso)
(28 de fevereiro de 1893 — agosto de 1957)
- Bandeira de Minnesota
(agosto de 1957 — agosto de 1983)
- Bandeira do Mississippi
(1861 — 1865)
- Bandeira do Mississippi
(23 de abril de 1894 — 1996)
- Bandeira do Mississippi
(1996 — 7 de fevereiro de 2001)
- Bandeira de Montana
(1905 — 1 de julho de 1981)
- Bandeira do Novo México
(1912— 1925)
- Bandeira de New Hampshire
(1909 — 30 de novembro de 1931)
- Bandeira de Nova Iorque
(1778 — 2 de abril de 1901)
- Bandeira de Nevada
(20 de julho de 1905 — 1915)
- Bandeira de Nevada
(1915 — 1929)
- Bandeira de Nevada
(1929 — 25 de julho de 1991)
- Bandeira da Carolina do Norte
(março de 1885 — 24 de junho de 1991)
- Bandeira de Oklahoma
(1911 — 1925)
- Bandeira de Oklahoma
(1925 — 1941)
- Bandeira de Oklahoma
(1941 — 1988)
- Bandeira de Oklahoma
(1988 — 2006)
- Bandeira de Rhode Island
(1877 — 1882)
- Baneira de Rhode Island
(1882 — 1897)
- Bandeira da Carolina do Sul
(1775 — 26 de janeiro de 1861)
- Bandeira da Carolina do Sul
(26 de janeiro — 28 de janeiro de 1861)
- Bandeira da Carolina do Sul
(28 de janeiro de 1861 — 28 de setembro de 1861)
- Bandeira da Dakota do Sul
(1909 — 1963)
- Bandeira da Dakota do Sul
(1963 — 1992)
- Bandeira do Tennessee
(1897 — 17 de abril de 1905)
- Bandeira de Utah
(março de 1903 — 1913)
- Bandeira de Utah
(1913 — 16 de fevereiro de 2011)
- Bandeira do estado e República de Vermont
(1 de junho de 1770 — 13 de junho de 1804)
- Bandeira de Vermont
(14 de junho de 1804 — 3 de abril de 1837)
- Bandeira de Vermont
(6 de abril de 1837 — 16 de abril de 1923)
- Bandeira de Washington
(5 de março de 1923 — 1967)
- Bandeira da Virgínia Ocidental
(1905 — 1907)
- Bandeira da Virgínia Ocidental
(1907 — 1929)
- Bandeira de Wisconsin
(1866 — 1913)
- Bandeira de Wisconsin
(1913–81)
- Bandeira do Mississippi
(7 de Fevereiro de 2001 — 30 de Junho 2020)

### Bandeiras territoriais antigas
- Antiga bandeira das Marianas Setentrionais (Anos 1970)
- Antiga bandeira das Marianas Setentrionais (Anos 1980)
- Bandeira original de Puerto Rico (1895-1952)
- Bandeira usada nas Índias Ocidentais Dinamarquesas (atual Ilhas Virgens Britânicas) até 1917

### Guerra Civil Americana
- Bandeira do Alabama
(7 de novembro de 1861 — 12 de novembro de 1865, anverso)[3]
- Bandeira do Alabama
(7 de novembro de 1861 — 12 de novembro de 1865, reverso)[3]
- Bandeira da Flórida
(27 de setembro de 1861, não-oficial)
- Bandeira do Mississippi
(15 de abril de 1861 — 22 de abril de 1865)
- Bandeira da Carolina do Norte
(16 de março de 1861 — 1 de março de 1885)
- Bandeira da Virgínia
(1861 — 1865)

### Revolução do Texas
- Bandeira da República do Texas (10 de junho de 1836 — 29 de junho de 1839)
- Bandeira "Come and Take It"
- Bandeira com a estrela solitária e listras do Texas
- A bandeira de Dodson
- A bandeira da Primeira Marinha do Texas (1836–38)

### Outras
- Bandeira da Flórida Ocidental
(10 de agosto de 1810)
- Bandeira com a estrela solitária da Califórnia
(14 de abril de 1836)
- Bandeira da República da Califórnia
(3 de abril de 1846)
- Bandeira da República da Califórnia
(10 de abril de 1846)

## Bandeiras nativas americanas
As reservas indígenas podem ser consideradas divisões administrativas de primeira ordem (como estados e territórios). Embora as reservas sejam feitas em terras estatais, as leis do(s) estado(s) não se aplicam necessariamente em terras tribais (devido à soberania tribal). Abaixo estão as bandeiras das três maiores reservas de nativos americanos por população (Navajo, Osage e Puyallup) e das três maiores reservas por área total (Navajo, Uintah e Ouray e Tohono O'odham):
- Bandeira da Nação Navajo
- Bandeira da Nação OsageBandeira da Nação Osage
- Bandeira da Nação PuyallupBandeira da Nação Puyallup
- Bandeira da Reserva Indígena de Uintah e OurayBandeira da Reserva Indígena de Uintah e Ouray
- Bandeira da Nação Tohono OʼodhamBandeira da Nação Tohono Oʼodham

A nação Cherokee também tem uma bandeira.

## Bandeiras não oficiais
A bandeira nacional dos Estados Unidos é a bandeira oficial de todas as ilhas, atóis e recifes que compõem as Ilhas Menores Distantes dos Estados Unidos. No entanto, bandeiras não oficiais são algumas vezes usadas para representar nove das áreas insulares das Ilhas Menores Distantes dos Estados Unidos:
- Ficheiro:Flag of Johnston Atoll (local).svg